# Погань (Угорщина)
Погань (угор. Pogány) — комуна з центром в однойменному селищі в печському районі медьє Бараня, Угорщина. Поруч із селищем Погань знаходиться міжнародний аеропорт Печ-Погань, що обслуговує, головним чином, місто Печ, розташоване в 9 км на північ від Погані.

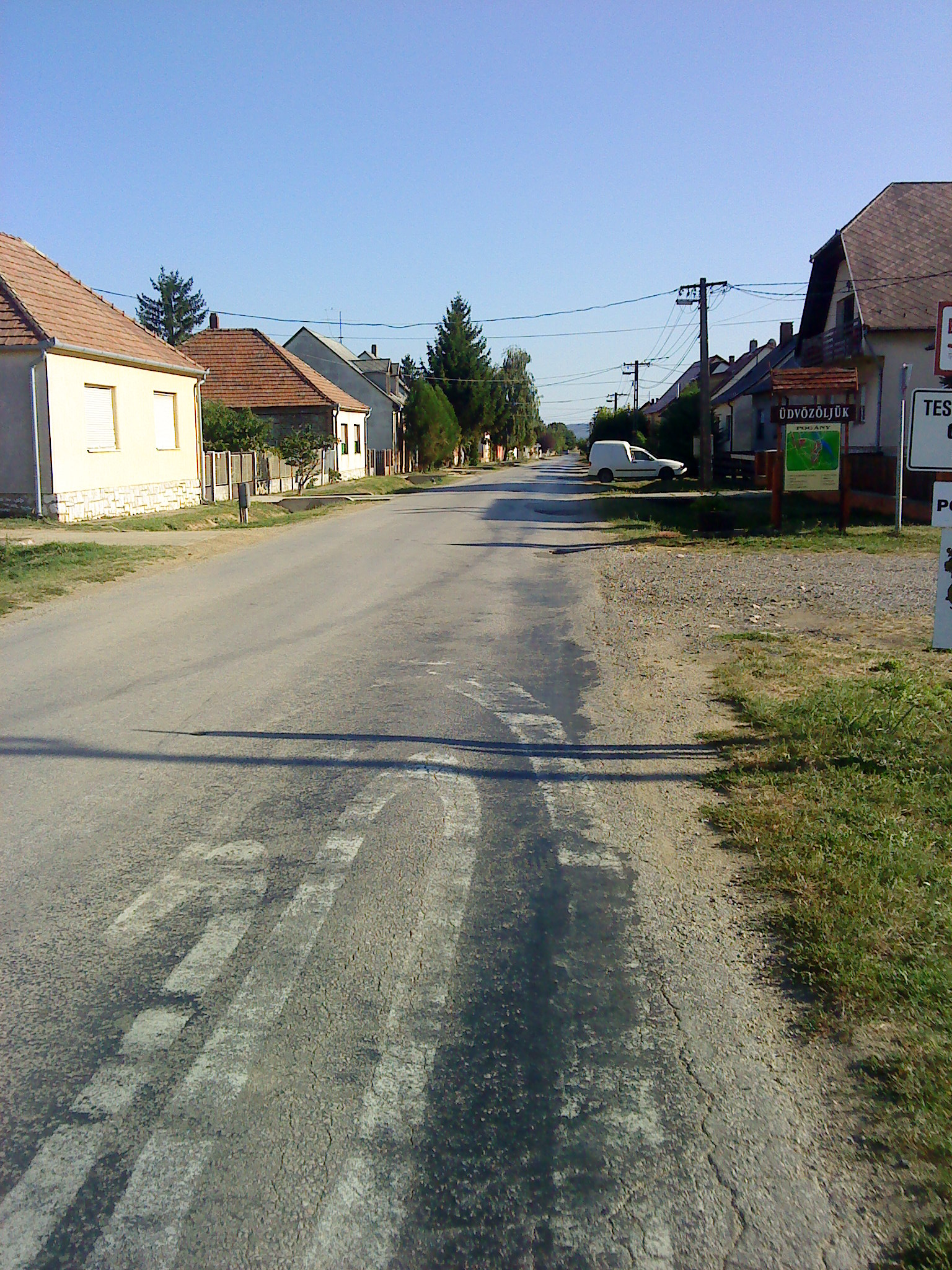
Вулиця селища

Населення комуни 1168 осіб (2012), населення селища Погань — 1003 осіб. Крім адміністративного центру в комуну входять кілька сіл. Більшість населення — угорці (71,4 %), також в селищі проживають значні меншини хорватів (11,6 %) і німців (11,1 %); а також серби (0,9 %), цигани (0,9 %) та ін. Переважне віросповідання — римо-католики (54,3 %), за ними йдуть протестанти (15,6 %).
Погань розташоване поруч з автомагістраллю M60 (Печ — Доні-Міхоляц), пов'язане з Печем регулярним автобусним сполученням.